# Grensdalur
Grensdalur (pronuncia: ˈkrɛnsˌtaːlʏr̥) è un piccolo sistema vulcanico situato vicino al villaggio di Hveragerði, nella regione del Suðurland, nella parte sud-occidentale dell'Islanda.
Prende il nome dalla valle omonima. Nel suo punto più alto, il monte Álútur, raggiunge i 471 m.

## Denominazione
Il sistema vulcanico è situato nella parte orientale della penisola di Reykjanes e poiché due delle sue aree ad alta temperatura sono vicine al villaggio di Hveragerði, viene anche indicato come sistema Hveragerði. Si può anche trovare il nome sistema Grænsdalur, poiché molte delle sorgenti associate si trovano nella valle di Grænsdalur.

## Descrizione
A nord-ovest, il sistema vulcanico Grensdalur confina con i sistemi del Hengill e Hrómundartindur. Il Grensdalur è il più antico di questi tre sistemi vulcanici e le sue ultime eruzioni risalgono al Pleistocene.

## Aree geotermiche
Nel villaggio di Hveragerði c'è un'area geotermica che è un misto di zone ad alta e bassa temperatura con fumarole, sorgenti termali, pozze di fango e un piccolo geyser chiamato Grýla, che è raramente attivo.
Dopo il grave terremoto del 2008 che ha scosso il sud dell'Islanda, un'area ad alta temperatura a nord-est della città che in precedenza era inattiva, ha ripreso la sua attività. Le sorgenti, che si trovano sulle pendici del monte Reykjafjall e in gran parte nell'area dell'Università di Agraria, stanno aumentando la loro portata.
Anche nella valle Grensdalur e nelle valli adiacenti, l'attività è in aumento.